# 利夫奇齊 (日達喬夫區)

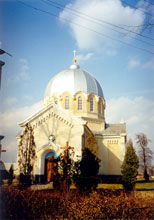

利夫奇齊（烏克蘭語：Лівчиці），是烏克蘭西部的村莊，隸屬利維夫州的斯特雷區。該村面積1.71平方公里，海拔高度261米，2001年人口1,199，人口密度每平方公里702.4人。